# Daviscupový tým Itálie
Daviscupový tým Itálie reprezentuje Itálii v Davisově poháru od roku 1922 pod vedením národního tenisového svazu Federazione Italiana Tennis.
Itálie v soutěži zvítězila v letech 1976, 2023 a 2024. Šestkrát skončila jako poražený finalista, když souboj o „salátovou mísu“ prohrála v letech 1960, 1961, 1977, 1979, 1980 a 1998.
Nicola Pietrangeli drží historické rekordy Davisova poháru 120 vyhranými zápasy včetně 78 vítězných dvouher, které odehrál v letech 1954–1972. Patřil mu také rekord 42 vyhraných čtyřher, jenž o tři vítězství překonal Ind Leander Paes.

## Statistiky
Hráčským týmovým statistikám vévodí bývalý třetí hráč světa Nicola Pietrangeli, který celkově vyhrál 120 utkání včetně nejvyššího počtu 78 dvouher a 42 čtyřher v rámci 66 mezistátních zápasů. Do prvního střetnutí nastoupil ve druhém kole evropského pásma 1954 proti Španělsku, v němž zdolal Carlose Ferrera. Reprezentační kariéru uzavřel ve čtyřhře semifinále zóny evropského pásma 1972 proti Rumunsku. Odehrál tak nejvyšší počet osmnácti ročníků soutěže.

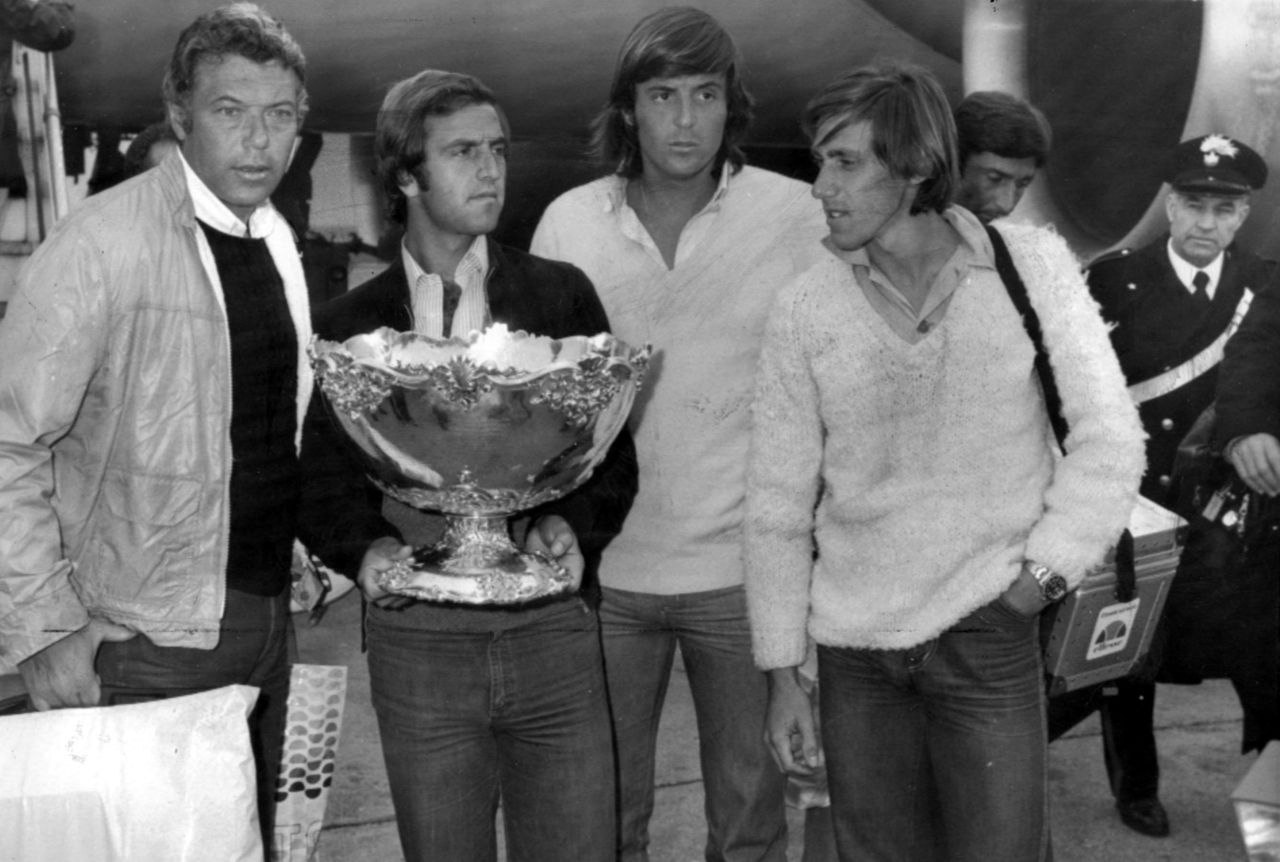
Nehrající kapitán Nicola Pietrangeli, Paolo Bertolucci, Adriano Panatta a Corrado Barazzutti po zisku první italské trofeje v roce1976

Minimálně třicet vyhraných zápasů zaznamenali Nicola Pietrangeli, Adriano Panatta, Orlando Sirola, Corrado Barazzutti, Paolo Bertolucci, Giovanni Cucelli, Uberto De Morpurgo, Giorgio de Stefani a Fabio Fognini. V 17 letech a 327 dnech se Diego Nargiso stal nejmladším Italem, který zasáhl do soutěže, když v únoru 1988 nastoupil s Canèm do čtyřhry úvodního kola Světové skupiny proti Izraeli. Naopak jako nejstarší utkání odehrál Pietrangeli v 38 letech a 279 dnech, když se představil v deblu zonálního semifinále evropského pásma 1972 proti Rumunsku.
Nejdelší italské utkání trvalo 4 hodiny a 29 minut. Ve druhém kole 1. skupiny euroafrické zóny 2001 v něm Federico Luzzi porazil Fina Villeho Liukka po pětisetovém průběhu  6–4, 7–6, 4–6, 3–6 a 14–12. Nejvyšší počet 281 gamů Italové odehráli v mezipásmovém finále 1960 proti Spojeným státům, s výsledkem zápasů 3:2. Dvě z pěti sopotských utkání měla pětisetový a dvě čtyřsetový průběh. Obrat se stavu 0:2 na zápasy se Itálii podařil dvakrát. Nejdříve v semifinále evropského pásma Davis Cupu 1956 na Stade Roland-Garros proti Francii a poté v mezipásmovém finále 1960 proti Spojeným státům.

## Chronologie zápasů

### 2010–2018
| rok  | úroveň                       | datum                | místo                    | soupeř         | skóre | výsledek |
| ---- | ---------------------------- | -------------------- | ------------------------ | -------------- | ----- | -------- |
| 2010 | euroafrická zóna, 1. kolo    | 5.–7. března         | Castellaneta, Itálie     | Bělorusko      | 5–0   | výhra    |
| 2010 | euroafrická zóna, 2. kolo    | 7.–9. května         | Zoetermeer, Nizozemsko   | Nizozemsko     | 4–1   | výhra    |
| 2010 | Světová skupina, baráž       | 17.–19. září         | Lidköping, Švédsko       | Švédsko        | 2–3   | prohra   |
| 2011 | euroafrická zóna, 2. kolo    | 8.–10. července      | Arzachena, Itálie        | Slovinsko      | 5–0   | výhra    |
| 2011 | Světová skupina, baráž       | 16.–18. září         | Santiago, Chile          | Chile          | 4–1   | výhra    |
| 2012 | Světová skupina, 1. kolo     | 10.–12. února        | Ostrava, Česko           | Česko          | 4–1   | prohra   |
| 2012 | Světová skupina, baráž       | 14.–16. září         | Neapol, Itálie           | Chile          | 4–1   | výhra    |
| 2013 | Světová skupina, 1. kolo     | 1.–3. února          | Turín, Itálie            | Chorvatsko     | 5–0   | výhra    |
| 2013 | Světová skupina, čtvrtfinále | 5–7. dubna           | Vancouver, Kanada        | Kanada         | 3–2   | prohra   |
| 2014 | Světová skupina, 1. kolo     | 31. ledna – 2. února | Mar del Plata, Argentina | Argentina      | 3–1   | výhra    |
| 2014 | Světová skupina, čtvrtfinále | 4–6. dubna           | Neapol, Itálie           | Velká Británie | 3–2   | výhra    |
| 2014 | Světová skupina, semifinále  | 12.–14. září         | Ženeva, Švýcarsko        | Švýcarsko      | 2–3   | prohra   |
| 2015 | Světová skupina, 1. kolo     | 6.–8. března         | Nur-Sultan, Kazachstán   | Kazachstán     | 2–3   | prohra   |
| 2015 | Světová skupina, baráž       | 18.–20. září         | Irkutsk, Rusko           | Rusko          | 4–1   | výhra    |
| 2016 | Světová skupina, 1. kolo     | 4.–6. března         | Pesaro, Itálie           | Švýcarsko      | 3–2   | výhra    |
| 2016 | Světová skupina, čtvrtfinále | 15.–17. července     | Pesaro, Itálie           | Argentina      | 1–3   | prohra   |
| 2017 | Světová skupina, 1. kolo     | 3.–5. února          | Buenos Aires, Argentina  | Argentina      | 3–2   | výhra    |
| 2017 | Světová skupina, čtvrtfinále | 7–9. dubna           | Charleroi, Belgie        | Belgie         | 2–3   | prohra   |
| 2018 | Světová skupina, 1. kolo     | 2.–4. února          | Morioka, Japonsko        | Japonsko       | 3–1   | výhra    |
| 2018 | Světová skupina, čtvrtfinále | 6.–8. dubna          | Janov, Itálie            | Francie        | 1–3   | prohra   |

### 2019–2029
| Rok  | soutěž                            | datum              | místo                 | povrch    | soupeř        | skóre | výsledek      |
| ---- | --------------------------------- | ------------------ | --------------------- | --------- | ------------- | ----- | ------------- |
| 2019 | Kvalifikační kolo                 | 1.–2. února        | Kalkata, Indie        | tráva     | Indie         | 3–1   | výhra         |
| 2019 | Finálový turnaj, základní skupina | 18. listopadu      | Madrid, Španělsko     | tvrdý (h) | Kanada        | 1–2   | prohra        |
| 2019 | Finálový turnaj, základní skupina | 20. listopadu      | Madrid, Španělsko     | tvrdý (h) | Spojené státy | 1–2   | prohra        |
| 2021 | Kvalifikační kolo                 | 6.–7. března 2020  | Cagliari, Itálie      | antuka    | Jižní Korea   | 4–0   | výhra         |
| 2021 | Finálový turnaj, základní skupina | 26. listopadu 2021 | Turín, Itálie         | tvrdý (h) | Spojené státy | 2–1   | výhra         |
| 2021 | Finálový turnaj, základní skupina | 27. listopadu 2021 | Turín, Itálie         | tvrdý (h) | Kolumbie      | 2–1   | výhra         |
| 2021 | Finálový turnaj, čtvrtfinále      | 29. listopadu 2021 | Turín, Itálie         | tvrdý (h) | Chorvatsko    | 1–2   | prohra        |
| 2022 | Kvalifikační kolo                 | 4.–5. března       | Bratislava, Slovensko | tvrdý (h) | Slovensko     | 3–2   | výhra         |
| 2022 | Finálový turnaj, základní skupina | 14. září           | Bologna, Itálie       | tvrdý (h) | Chorvatsko    | 3–0   | výhra         |
| 2022 | Finálový turnaj, základní skupina | 16. září           | Bologna, Itálie       | tvrdý (h) | Argentina     | 2–1   | výhra         |
| 2022 | Finálový turnaj, základní skupina | 18. září           | Bologna, Itálie       | tvrdý (h) | Švédsko       | 2–1   | výhra         |
| 2022 | Finálový turnaj, čtvrtfinále      | 24. listopadu      | Malaga, Španělsko     | tvrdý (h) | Spojené státy | 2–1   | výhra         |
| 2022 | Finálový turnaj, semifinále       | 26. listopadu      | Malaga, Španělsko     | tvrdý (h) | Kanada        | 1–2   | prohra        |
| 2023 | Finálový turnaj, základní skupina | 13. září 2023      | Bologna, Itálie       | tvrdý (h) | Kanada        | 0–3   | prohra        |
| 2023 | Finálový turnaj, základní skupina | 15. září           | Bologna, Itálie       | tvrdý (h) | Chile         | 3–0   | výhra         |
| 2023 | Finálový turnaj, základní skupina | 17. září           | Bologna, Itálie       | tvrdý (h) | Švédsko       | 2–1   | výhra         |
| 2023 | Finálový turnaj, čtvrtfinále      | 23. listopadu      | Malaga, Španělsko     | tvrdý (h) | Nizozemsko    | 2–1   | výhra         |
| 2023 | Finálový turnaj, semifinále       | 25. listopadu      | Malaga, Španělsko     | tvrdý (h) | Srbsko        | 2–1   | výhra         |
| 2023 | Finálový turnaj, finále           | 26. listopadu      | Malaga, Španělsko     | tvrdý (h) | Austrálie     | 2–0   | vítězství (2) |
| 2024 | Finálový turnaj, základní skupina | 11. září           | Bologna, Itálie       | tvrdý (h) | Brazílie      | 2–1   | výhra         |
| 2024 | Finálový turnaj, základní skupina | 13. září           | Bologna, Itálie       | tvrdý (h) | Belgie        | 2–1   | výhra         |
| 2024 | Finálový turnaj, základní skupina | 15. září           | Bologna, Itálie       | tvrdý (h) | Nizozemsko    | 2–1   | výhra         |
| 2024 | Finálový turnaj, čtvrtfinále      | 21. listopadu      | Malaga, Španělsko     | tvrdý (h) | Argentina     | 2–1   | výhra         |
| 2024 | Finálový turnaj, semifinále       | 23. listopadu      | Malaga, Španělsko     | tvrdý (h) | Austrálie     | 2–0   | výhra         |
| 2024 | Finálový turnaj, finále           | 24. listopadu      | Malaga, Španělsko     | tvrdý (h) | Nizozemsko    | 2–0   | vítězství (3) |

## Přehled finále
| Výsledek  | č. | rok  | místo konání                 | soupeři        | skóre |
| --------- | -- | ---- | ---------------------------- | -------------- | ----- |
| Finalista | 1. | 1960 | Sydney, Austrálie            | Austrálie      | 1–4   |
| Finalista | 2. | 1961 | Melbourne, Austrálie         | Austrálie      | 0–5   |
| Vítěz     | 1. | 1976 | Santiago de Chile, Chile     | Chile          | 4–1   |
| Finalista | 3. | 1977 | Sydney, Austrálie            | Austrálie      | 0–5   |
| Finalista | 4. | 1979 | San Francisco, Spojené státy | Spojené státy  | 0–5   |
| Finalista | 5. | 1980 | Praha, Československo        | Československo | 1–4   |
| Finalista | 6. | 1998 | Milán, Itálie                | Švédsko        | 1–4   |
| Vítěz     | 2. | 2023 | Malaga, Španělsko            | Austrálie      | 2–0   |
| Vítěz     | 3. | 2024 | Malaga, Španělsko            | Nizozemsko     | 2–0   |

## Složení týmu
| Rok  | Členové týmu      | Členové týmu      | Členové týmu   | Členové týmu    |   |
| ---- | ----------------- | ----------------- | -------------- | --------------- | - |
| 2019 | Matteo Berrettini | Fabio Fognini     | Lorenzo Sonego | Andreas Seppi   |   |
| 2019 | Simone Bolelli    | —                 | —              | —               |   |
| 2021 | Jannik Sinner     | Lorenzo Sonego    | Fabio Fognini  | Lorenzo Musetti |   |
| 2021 | Simone Bolelli    | Stefano Travaglia | Gianluca Mager | —               |   |
| 2022 | Lorenzo Musetti   | Lorenzo Sonego    | Fabio Fognini  | Simone Bolelli  |   |
| 2022 | Matteo Berrettini | Jannik Sinner     | —              | —               |   |
| 2023 | Jannik Sinner     | Lorenzo Musetti   | Lorenzo Sonego | Matteo Arnaldi  |   |
| 2023 | Andrea Vavassori  | Simone Bolelli    | —              | —               | — |

## Kapitáni
| Kapitán            | období    | roků | světová finále | světová finále | světová finále | světová finále | nejlepší výsledek | nejlepší výsledek |
| Kapitán            | období    | roků | tituly         | roky           | finále         | roky           | fáze              | roky              |
| ------------------ | --------- | ---- | -------------- | -------------- | -------------- | -------------- | ----------------- | ----------------- |
| Uberto de Morpurgo | 1928–?    |      |                |                |                |                |                   |                   |
| Vasco Valerio      | 1965–1968 | 4    |                |                |                |                | ČF                | 1968              |
| Orlando Sirola     | 1969–1971 | 3    |                |                |                |                | 3. kolo           | 1969              |
| Giordano Maioli    | 1972      | 1    |                |                |                |                | 3. kolo           | 1972              |
| Fausto Gardini     | 1973–1975 | 3    |                |                |                |                | SF                | 1974              |
| Nicola Pietrangeli | 1976–1977 | 3    | 1              | 1976           | 1              | 1977           | —                 | —                 |
| Bitti Bergamo      | 1978–1979 | 2    |                |                | 1              | 1979           | —                 | —                 |
| Vittorio Crotta    | 1979–1983 | 4    |                |                | 2              | 1979, 1980     | —                 | —                 |
| Adriano Panatta    | 1984–1997 | 14   |                |                |                |                | SF                | 1996, 1997        |
| Paolo Bertolucci   | 1998–2000 | 3    |                |                | 1              | 1998           | —                 | —                 |
| Corrado Barazzutti | 2001–2020 | 20   |                |                |                |                | SF                | 2014              |
| Filippo Volandri   | od 2021   | 2    | 1              | 2023           |                |                | —                 | —                 |

Vysvětlivky
1. 1 2   Crotta nahradil Bergama po semifinále ročníku 1979.